# رئیس ستاد دفاع نروژ
رئیس دفاع نروژ (انگلیسی: Chief of Defence) بالاترین جایگاه نظامی و رئیس دفاع در مجموعه نیروهای مسلح نروژ است، که توسط نخست‌وزیر این کشور منصوب می‌شود و به وزیر دفاع نروژ گزارش می‌دهد. هم‌اکنون ارتشبد اریک کریستوفرسن ریاست دفاع نروژ را برعهده دارد.